# Comité national olympique marocain
Le Comité national olympique marocain (en arabe : اللجنة الوطنية الأولمبية المغربية),ou CNOM, est la composante nationale marocaine du Comité international olympique (CIO) . 
Il a pour missions de développer, promouvoir et protéger le Mouvement olympique dans l’ensemble du territoire, conformément à la Constitution du royaume du Maroc, à la Charte olympique, ainsi qu’à la loi n°30-09 relative à l’éducation physique et aux sports.  
Faisant suite à la demande d'affiliation du CNOM au CIO, émise le 5 mai 1959, la 55e session ordinaire du CIO qui se tient à Munich le 25 mai de la même année, entérine l'intégration du Maroc au sein de la famille olympique. Le CNOM a été placé sous la présidence effective de Hassan II, alors prince héritier. 
Le président actuel du CNOM est Faïçal Laraïchi.

## Historique
Le 15 avril 1959, un télégramme signé du ministre marocain de l'éducation, Abdelkrim Benjelloun Touimi, est envoyé au siège du Comité international olympique. Il informe le CIO de la création du Comité national olympique marocain (CNOM). La 55e session ordinaire du Comité international olympique qui se tient à Munich le 25 mai de la même année, entérine l'intégration du Maroc au sein de la famille olympique au même titre que le Soudan, la Rhodésie, l'Albanie, le Nicaragua, l'Équateur, le Surinam et Saint-Marin : le royaume chérifien rejoint le mouvement olympique et obtient donc le feu vert pour participer aux Jeux olympiques de Rome, prévus un an plus tard.
Le CNOM est alors sous la présidence effective d'Hassan II, alors prince héritier. Cette implication de la famille royale dans la création du CNOM montre que le sport est élevé au rang de secteur stratégique pour le Royaume. La nomination du prince Moulay Abdellah à la présidence du Comité supérieur des sports et du prince héritier Moulay Hassan à la tête du CNOM envoie un signal fort au Mouvement sportif national. Le premier comité directeur du CNOM est composé d'un parterre de personnalités emblématiques telles que Mohamed Benjelloun Touimi (premier vice-président), Mohamed Benhima, Mohamed Maâti Bouabid (ministre marocain du travail et des questions sociales de l’époque), Omar Boucetta, Mohamed M'jid et Mohammed Tounsi, l'une des légendes du football marocain.

## Rôles
Le Comité national olympique marocain (CNOM) a également pour rôle : 
- Assurer le respect de la Charte olympique, du Code d’éthique, du Code mondial antidopage et de toutes les autres règles du CIO sur l’ensemble du territoire du royaume du Maroc et veiller à la protection des propriétés olympiques sur le territoire marocain conformément aux dispositions de la Charte olympique.
- Promouvoir les principes fondamentaux et les valeurs de l’Olympisme sur l’ensemble du territoire du royaume du Maroc, particulièrement dans les domaines du sport et de l’éducation.
- Participer activement aux programmes de la solidarité olympique et aux actions menées ou patronnées par le CIO.
- Constituer, organiser et diriger la délégation marocaine qui participe aux Jeux Olympiques et aux compétitions multidisciplinaires régionales, continentales et internationales patronnées par le CIO. Il décide de l’inscription des athlètes proposés par leurs fédérations nationales respectives. Il est également responsable du comportement des membres composant ces délégations.
- Sélectionner et de désigner la ville marocaine qui peut présenter sa candidature à l’organisation des Jeux Olympiques ou à l’organisation des Jeux et compétitions multidisciplinaires régionales, continentales ou internationales patronnées par le CIO.
- Pourvoir à l’équipement, au transport et à l’hébergement des membres des délégations qu’il constitue.
- Choisir les tenues et uniformes officielles à porter par les membres de la délégation aux Jeux Olympiques ou aux compétitions internationales patronnées par le CIO. Il veille à leur utilisation lors des cérémonies et des manifestations officielles.
- Veiller en collaboration avec les fédérations à ce que les équipements spécifiques des athlètes soient en conformité avec la réglementation des fédérations internationales et du CIO.

## Présidents
La liste des présidents du CNOM est :
- Hassan II : de 1959 à 1965
- Mohamed Benjelloun Touimi : de 1965 à 1973
- Hassan Sefrioui : de 1973 à 1977 et en 1993
- Mohammed Tahiri Jouti : de 1977 à 1978
- Mehdi Belmejdoub en 1978
- Rachidi Alami[3] : de 1978 à 1993
- Hosni Benslimane : de 1993 à 2017
- Faïçal Laraïchi : depuis 2017